# Adjud
Adjud – miasto w okręgu Vrancea w historycznej Mołdawii, w Rumunii. Liczy 20 776 mieszkańców (dane z 2002). Głównymi branżami przemysłowymi miasta są wytwarzanie papieru i tekstyliów.
Obok Adjud istniało 2000 lat temu ważne miasto Dacji, Piroboridava (dzisiaj w Poiana, Nicoreşti).